# Mirko Štork
Mirko (Vladimír) Štork (2. července 1880 Praha – 18. ledna 1953 Praha) byl český operní pěvec, tenorista. V letech 1905–36 byl členem opery Národního divadla v Praze.

## Životopis

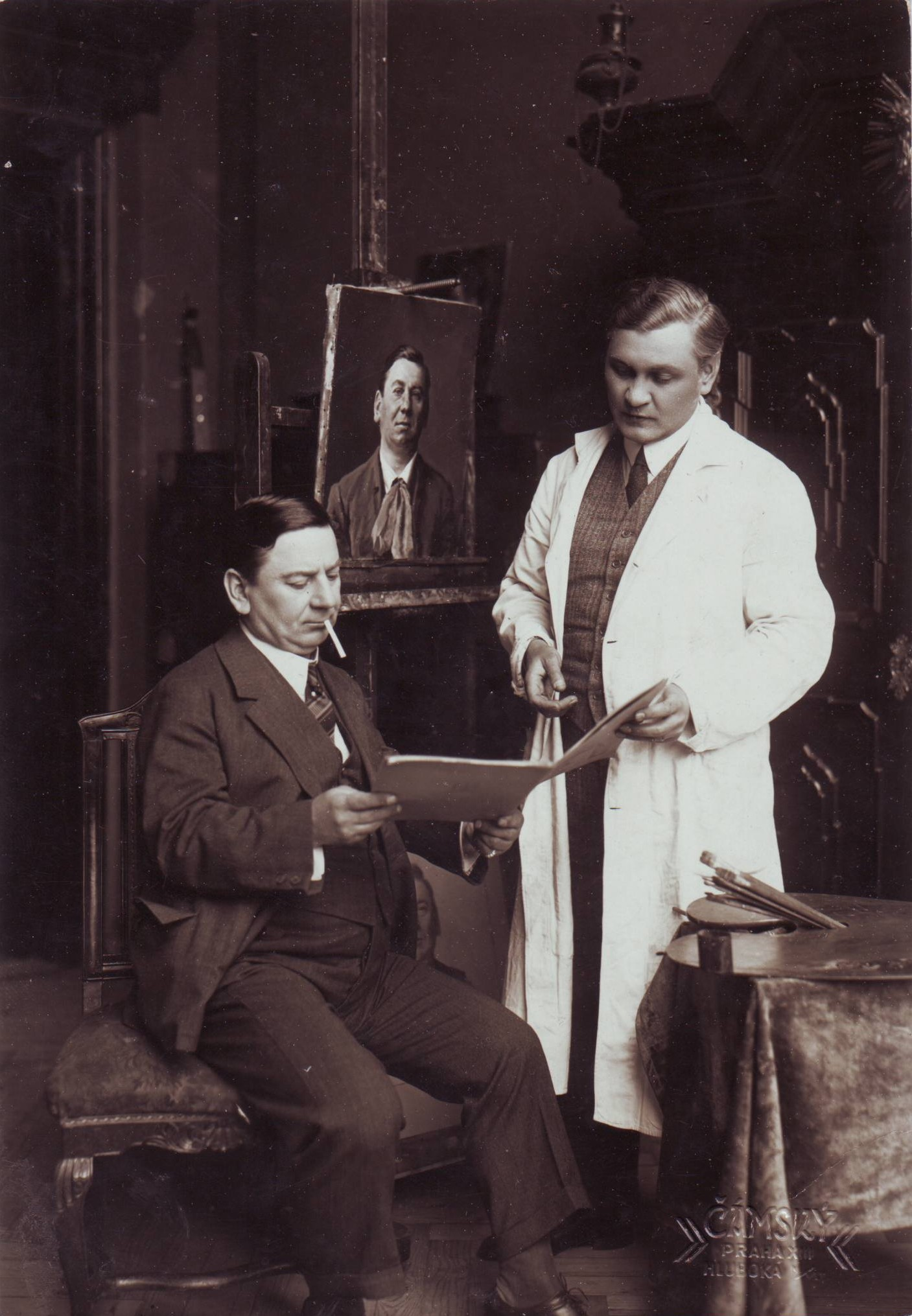
Malíř Fr.A.Jelínek portrétuje
tenoristu ND Mirko Štorka

Po studiích na obchodní škole pracoval jako úředník. Ve zpěvu byl samouk, korepetoval též s Otakarem Šourkem. Od roku 1899 začal pod pseudonymem V. Mirkov zpívat na příležitostných zábavách. V roce 1904 ho J. B. Foerster požádal, aby na jeho přednášce o opeře Jessika zazpíval ukázky. V červnu 1904 vystoupil Štork v pražském Národním divadle v jedné operetní a několika operních rolích. Do souboru Národního divadla byl přijat v roce 1905 a setrval v něm do roku 1936 . Štork dostával nabídky k pohostinským vystoupením v cizině a hostoval v mnoha českých divadlech, především v Plzni.

## Operní role, výběr
- 1915 G. Puccini: Tosca, role: Spoletta, policejní agent, Národní divadlo, režie Robert Polák